# 山風短
《山風短》，為「山田風太郎短篇傑作集」的簡稱，原著是山田風太郎，由瀨川雅樹所作畫改編的時代劇漫畫。此為瀨川雅樹繼《甲賀忍法帖》、《柳生忍法帖》之後所改編的山田風太郎之作品，每本單行本都是完全獨立的單集短篇故事。

## 故事簡介

### 第一幕 女忍紅騎兵
關原之戰前一年，自稱是浪人之子的少年「大島山十郎」毛遂自薦要為上杉家家老直江兼續服務，並學習「眾道」，他這麼做的原因是...

### 第二幕 劍鬼喇嘛佛
細川家的少爺長岡興秋，憧憬宮本武藏的劍術，但挑戰他而敗北。為了成為最強的劍豪，因此想找武藏再次決鬥。忍法少女登世受細川忠興及祖父之命要阻止他，決定使用讓興秋再也無法離開她的忍術，但那種秘術卻是...

## 登場人物

### 第一幕 女忍紅騎兵

#### 主人公
- 直江兼續

通稱山城守，上杉家的家老，眾道的高手。
- 陽炎 / 大島山十郎

有著女人外表的美少年，擁有一身好武術，他真正的身分是...

#### 上杉家
- 上杉景勝

豐臣政權的五大老之一，非常討厭女人。
- 千坂民部

上杉家的家老，擅長外交工作。
- 前田咄然齋

傾奇者，前田利家的外甥。
- 上泉主水

劍術的達人，是劍聖上泉信綱的孫子。
- 車丹波

從佐竹家轉至上杉家仕官的武將，剛力無雙，也是位鐵砲名人。
- 岡野左內

從蒲生家轉至上杉家仕官的豪傑，是名吉利支丹的教徒。

#### 德川家
- 德川家康

豐臣政權的五大老之一，覬覦天下。
- 結城秀康

德川家康的次子，勇猛善戰。

#### 真田家
- 真田昌幸

被喻為「表裡比興之人」，為了讓上杉家加入西軍而使用了某種手段...
- 真田幸村

真田昌幸的次子。

### 第二幕 劍鬼喇嘛佛

#### 主人公
- 長岡興秋

通稱與五郎，細川忠興的次男，有著母親細川加西亞樣貌血統的美男子。滿腦子都是劍術，跟宮本武藏決鬥是他最大的目標。
- 登世

細川家忍組頭目袋兵齋的孫女，擁有一身好武藝，被袋兵齋與細川忠興下令對長岡興秋進行某種密術...

#### 細川家
- 細川忠興

細川家當主，對於興秋的行為舉止相當受不了。
- 袋兵衛

細川家忍組青龍寺組的頭領。

#### 豐臣家
- 千姬

於大坂夏之陣時救了登世，大坂之陣結束後返回德川家。
- 塙團右衛門

大坂之陣時加入豐臣方的武將，看不起沒有率領兵力的宮本武藏。

#### 浪人
- 宮本武藏

號稱生涯無敗績的大劍豪。比起劍術對決，他反倒是持續教導興秋做人的道理。

## 掲載
- 『第一幕 くノ一紅騎兵』 2010年2号 - 7号
- 『第二幕 剣鬼喇嘛仏』 2010年8号 - 2011年2号
- 『第三幕 青春探偵団』 2011年3号 - 7号
- 『第四幕 忍者枯葉塔九郎』 2011年8号 - 2011年12号

## 單行漫畫
| 集數 | 封面人物               | 臺灣出版時間  |
| ---- | ---------------------- | ------------- |
| 1    | 直江兼續&陽炎          | 2011年6月24日 |
| 2    | 長岡興秋&登世          | 2011年11月8日 |
| 3    | 青春偵探團             | 2012年7月26日 |
| 4    | 枯葉塔九郎&阿圭&筧隼人 | 2012年10月2日 |

## 外部連結
- （日語）月刊Young Magazine 山風短官方頁面 （页面存档备份，存于）